# MS München
El MS München fue un portacontenedores alemán LASH de la línea Hapag-Lloyd que se hundió con sus 28 tripulantes por razones desconocidas en una severa tormenta del Atlántico Norte en diciembre de 1978. La teoría más aceptada es que una o más olas gigantes golpearon al München y lo dañaron, de modo que estuvo a la deriva durante 33 horas con una escora de 50 grados sin electricidad ni propulsión.
Hasta el momento, el lugar del naufragio del München sigue sin descubrirse.

## Desaparición
El München partió del puerto de Bremerhaven el 7 de diciembre de 1978 con destino a Savannah (Georgia). Esta era su ruta habitual y llevaba un cargamento de productos de acero almacenados en 83 barcazas y una tripulación de 28 personas. También llevaba una tapa de reactor nuclear de repuesto para Combustion Engineering, Inc. Este fue su 62.º viaje y le llevó a cruzar el Atlántico Norte, donde una feroz tormenta había estado azotando desde noviembre. El München había sido diseñado para hacer frente a tales condiciones y continuó con su viaje. Las excepcionales capacidades de flotación de los portaaviones LASH hicieron que se lo considerara prácticamente insumergible.
Se suponía que el München iba bien hasta la noche del 11 al 12 de diciembre. Entre las 00:05 y las 00:07 (todas las horas GMT) del 12 de diciembre, el oficial de radio del München, Jörg Ernst, fue escuchado durante una breve comunicación por radio en una frecuencia de "chat". Informó de mal tiempo y algunos daños al München a su colega Heinz Löhmann a bordo del MS Caribe, un crucero de pasajeros alemán a 2.400 millas náuticas (4.440 km) de distancia. Ernst también transmitió la última posición conocida del München como 44°N 24°W. La calidad de la transmisión era mala, por lo que Löhmann no entendió todo. Como era una comunicación estándar, la información no se transmitió al propietario del barco hasta el 17 de diciembre.

### Llamada de auxilio
Aproximadamente tres horas después (03:10-03:20), el carguero griego de tipo Panamax Marion recibió llamadas de SOS, que las transmitió al buque de pasajeros soviético Mariya Yermolova y al remolcador alemán Titan. El MS München indicó que su posición era 46°15′N 27°30′W, que probablemente estaba a unas 100 millas náuticas (200 km) de su posición real. Los mensajes se transmitieron en código Morse y solo se recibieron partes de ellos. Un fragmento recibido fue de 50 grados a estribor, lo que podría interpretarse como una escora de 50 grados a estribor.
También se recibieron señales de emergencia automáticas por varias estaciones de radio a partir de las 04:43. No se registraron más llamadas después de las 07:34, probablemente porque las estaciones estadounidenses dejaron de escuchar en la frecuencia 2182 kHz. A las 17:30 del 12 de diciembre, la Guardia Costera de Su Majestad inició y coordinó en todo momento las operaciones internacionales de búsqueda y rescate en Land's End, Cornualles. Se informó de velocidades del viento de 11-12 Beaufort en el área de la búsqueda, lo que dificultó los esfuerzos. La búsqueda inicial solicitada por la Guardia Costera de Su Majestad se realizó con un avión de reconocimiento marítimo Hawker Siddeley Nimrod de la Real Fuerza Aérea, coordinado por el SRCC RAF Mount Batten.

### Esfuerzos iniciales de búsqueda y comunicaciones posteriores
Al día siguiente, 13 de diciembre, un avión Lockheed C-130 Hercules adicional de Alemania y seis barcos buscaron al München. A las 09:06, Michael F. Sinnot, un radioaficionado belga en Bruselas, recibió una transmisión de voz en la frecuencia inusual de 8238,4 kHz, que normalmente se utiliza en una estación de radio en Norddeich, Alemania. La transmisión era clara, pero interrumpida por algo de ruido, y contenía fragmentos del nombre y el indicativo del München. Más tarde, en el tribunal, Sinnot informó que la voz era tranquila y hablaba en inglés, pero con un marcado acento alemán. Dado que Sinnot solo tenía un receptor para esta frecuencia, retransmitió el mensaje por télex a una estación de radio en Ostende.
Entre las 17:00 y las 19:14, la Base Naval de Rota, en España, recibió diez débiles llamadas de socorro a intervalos regulares, en las que se mencionaba "28 personas a bordo". Es posible que los mensajes se hayan grabado y enviado automáticamente. El indicativo de llamada del München, "DEAT", que se envió en código Morse, se recibió tres veces en la misma frecuencia. El remolcador de salvamento oceánico holandés Smit Rotterdam, que regresaba de otras llamadas de socorro en el Golfo de Bretón y el Canal de la Mancha, también recibió las llamadas y se dirigió a la posición designada bajo el mando del capitán PF de Nijs. El CG de Lands End proporcionó la planificación de la búsqueda y las áreas a cubrir y nombró al remolcador de salvamento Smit Rotterdam como comandante en el lugar de los hechos, coordinando las actividades de más de 100 barcos y también de los 16 aviones que participaban, todos ellos con base temporal en las islas Azores.

## Investigación
La investigación posterior sobre la desaparición del München se centró en el bote salvavidas de estribor y, en particular, en el bloque de proa del que había colgado. Los pasadores, que deberían haber colgado verticalmente, se habían doblado hacia atrás de proa a popa, lo que indica que el bote salvavidas que colgaba debajo había sido golpeado por una enorme fuerza, que había corrido de proa a popa del barco, y había arrancado el bote salvavidas de sus pasadores. El bote salvavidas normalmente colgaba a 20 metros (66 pies) por encima de la línea de flotación. Como la existencia de olas gigantescas se consideró entonces tan improbable desde el punto de vista estadístico que era casi imposible, la investigación finalmente concluyó que el mal tiempo había creado de alguna manera un "evento inusual" que había provocado el hundimiento del München.
A medida que se fue investigando y entendiendo mejor la ciencia que se escondía detrás de las olas gigantes, se aceptó que no solo existían, sino que era posible que pudieran ocurrir en las profundidades del océano, como en el Atlántico Norte. Más tarde, los investigadores volvieron a la cuestión del München y consideraron la posibilidad de que se hubiera topado con una ola gigante en la tormenta de esa noche. Mientras avanzaba a través de la tormenta en la noche del 12 de diciembre, de repente se encontró con un muro de agua, de entre 80 y 100 pies (24 y 30 m) de altura, que surgió de la oscuridad. El München se habría hundido en el valle de la enorme ola y, antes de que pudiera salir de ella, se derrumbó sobre él, rompiendo su proa y superestructura, arrancando el bote salvavidas de estribor de sus pasadores y probablemente estrellándose contra el puente, rompiendo las ventanas e inundándolo. Al haber perdido el puente y el gobierno, probablemente habría perdido los motores. Incapaz de mantener su rumbo en la tormenta, se habría visto obligado a ir de costado contra las olas. Parece que estuvo a la deriva durante varias horas, durante las cuales la tormenta y la ubicación incorrecta impidieron localizarlo. La fuerza de las olas lo hundió o incluso lo hizo volcar; otra ola rebelde pudo haber contribuido a su situación desastrosa. Luego, se habría hundido bajo la inundación y en poco tiempo se habría hundido.
Hasta el momento, el lugar del naufragio del München sigue sin descubrirse.